# أناتولي بانيشفسكي
أناتولي بانيشفسكي، من مواليد 23 فبراير 1946، وتوفي في 10 ديسمبر 1997، لاعب كرة قدم سوفييتي سابق، ومدرب كرة قدم سوفييتي سابق.
لعب مع منتخب الاتحاد السوفييتي لكرة القدم.

## وصلات خارجية
- أناتولي بانيشفسكي على موقع الاتحاد الأوربي (الإنجليزية)
- أناتولي بانيشفسكي على موقع قاعدة بيانات كرة القدم.إي يو (الإنجليزية)
- أناتولي بانيشفسكي على موقع ناشيونال فوتبول تيمز (الإنجليزية)